# Carmen Inés Perdomo
Carmen Inés Perdomo Gutiérrez nació en Esmeraldas, Ecuador en 1973. Es escritora y periodista. 

## Biografía
Es Licenciada en la carrera de Comunicación Social de la Universidad Central del Ecuador. Obtuvo el tercer lugar en el concurso de poesía femenina Gabriela Mistral. Colabora con regularidad en revistas y periódicos de su país. Además ha participado en recitales nacionales e internacionales. 

## Obra publicada
- Silencio en llamas (2005)

Antología
Ha participado en las siguientes antologías:
- Mujeres poetas en el País de las Nubes, México 2005 y 2006
- La voz de Eros. Dos siglos de poesía erótica de mujeres ecuatorianas (2006)
- Antología de Poesía Rayentrú, Chile (2007)
- Nueva Poesía Hispanoamericana, España (2007)
- Antología poética Cascada de flores, Chile, (2008).
- LA VOZ HABITADA.Siete poetas ecuatorianos frente a un nuevo siglo.(2008).
- Mención de Honor en Poesía en el Concurso Internacional Editorial Novel Arte  “2008 de Arte y Letras”, Córdoba- Argentina, (2008).